# Enchiladas

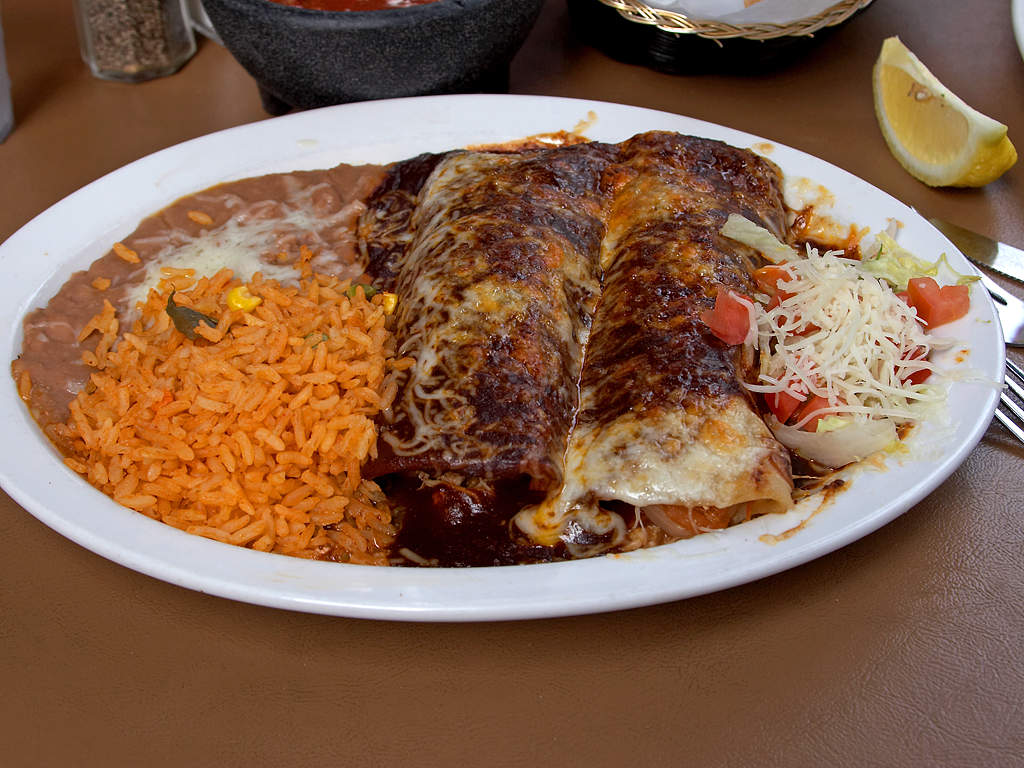
Tradycyjne enchiladas podane z ryżem, fasolą i sosem mole

Enchilada, enchiladas (od enchilar – „dodać chili”) – tradycyjne danie meksykańskie.
Zazwyczaj przyrządzane z kukurydzianą tortillą, dla zmiękczenia smażoną przez moment w gorącym oleju, którą pokrywa się sosem, napełnia farszem i zwija w rulon. Kilka rulonów umieszcza się następnie warstwowo w żaroodpornym naczyniu, każdą warstwę pokrywając sosem i innymi dodatkami (np. serem lub cebulą).
Enchilady wypełnia się różnorodnym farszem: najczęściej mięsem, serem, warzywami, owocami morza, jajkami lub bananami, często też ziemniakami w połączeniu z twarogiem. Jako dodatek do dania podaje się grillowany ser, śmietanę, sałatę, oliwki, siekaną cebulę, paprykę chili, kolendrę.
Wyróżnia się kilka rodzajów sosów do enchilad:
- tradycyjny (suszona papryka chili zmieszana z warzywami sezonowymi);
- czerwony (na bazie pomidorów i czerwonej papryki chili);
- zielony (na bazie miechunki pomidorowej i zielonej papryki chili);
- mole (suszona papryka chili, orzechy, gorzka czekolada, pieczone liście awokado).